# Эркюль Пуаро и путаница в Гриншоре
«Эркюль Пуаро и путаница в Гриншоре» (англ. Hercule Poirot and the Greenshore Folly) — детективная повесть (рассказ) английской писательницы Агаты Кристи, созданная в 1954 году, но впервые опубликованная в 2014 году. Её расширенная версия послужила основой для романа «Глупость мертвеца», где как и в повести, задействованы такие серийные персонажи Кристи как бельгийский детектив Эркюль Пуаро, писательница Ариадна Оливер и мисс Лемон.
Повесть была задумана Кристи в 1954 году в качестве пожертвования в виде поступления от публикации. На эти доходы она хотела оплатить установку оконного витража для её приходской церкви в Черстон-Феррере в графстве Девон. В тексте произведения нашли отражение некоторые автобиографические мотивы: прообразом места действия послужило любимое поместье «королевы детектива» Гринуэй, его парк и окрестности, а прототипы персонажей угадываются среди её реальных знакомых и гостей. Однако после создания детектива его не удалось пристроить ни в один журнал из-за большого размера рассказа, а позже писательница решила создать на его основе роман, вышедший в 1956 году под названием «Глупость мертвеца». Для церкви был написан другой рассказ, который получил название «Причуда Гриншоу» и увидел свет в 1956 году. Проект витража был создан при участии самой Кристи и установлен в церкви, где она любила им любоваться во время служб.

## Сюжет
Приятельница Эркюля Пуаро детективная писательница Ариадна Оливер приглашает его посетить поместье Гриншор-хаус в Девоншире, где она является организатором игры «Найди убийцу». Однако по некоторым причинам она подозревает, что её действиями кто-то искусно манипулирует и может действительно произойти настоящее преступление. Обеспокоенный Пуаро соглашается и немедленно отправляется в путь. В Гриншоре Ариадна рассказывает ему, что на следующий день состоится праздник, для которого она срежессировала детективную игру. Она позвала на помощь Пуаро, который по её предложению должен вручать призы победителям конкурса, а также неофициально провести расследование.
Пуаро выясняет, что поместье принадлежит пятидесятилетнему богачу сэру Джорджу Стаббсу. Его красавица жена Хетти моложе его более чем на двадцать лет и по общему мнению не совсем в своём уме. Ей оказывает знаки внимания архитектор Майкл Уэйман, которому Стаббс заказал создание теннисного павильона и реставрацию «храма» — современной парковой постройки под античность. «Каприз Стаббса» был возведён год назад, но уже обветшал, так как был установлен на мягком грунте. Рядом с домом живёт миссис Эми Фоллиат, которая снимает у хозяина бывшую сторожку, хотя на протяжении нескольких веков поместьем владела семья её мужа. После его смерти, гибели их двух сыновей на Первой мировой войне, а также по причине больших долгов дом перешёл в собственность Стаббса. Фоллиат рассказала детективу, что Хетти происходит из богатой вест-индской креольской семьи, которая погибла во время землетрясения, в то время, когда девушка училась в Париже. По словам Эми, Хетти осталась ни с чем и душеприказчики передали её на попечение Фоллиат. Она то и способствовала браку между своей подопечной и Джорджем Стаббсом. Пуаро знакомится со стариком-паромщиком Мердлом, рассказавшем ему об истории Фоллиатов и поместья, так как он хорошо знает про них, прослужив при доме не один год. Один из сыновей Эми, Генри, был порядочный человек. Во время войны он служил на флоте и погиб, а вот младший сын, Джеймс, имел скандальную репутацию. Во время войны он служил в Италии, где по общему мнению геройски погиб. После этих несчастий поместье было реквизировано и в итоге продано Стаббсу. Во время его первого приезда с женой вечером разразилась страшная буря и повалила множество деревьев. Рухнул также огромный дуб на месте которого образовалась яма, где через несколько недель возвели «храм».
На следующее утро Пуаро знакомится с обитателями дома и его гостями. Во время завтрака леди Стаббс получает письмо от своего двоюродного брата Пауля Лопеса, прибывшего на шикарной яхте из Вест-Индии и намеревающегося посетить её после обеда. Это заметно разволновало хозяйку и она ушла, сославшись на головную боль. Во второй половине дня начался праздник, причём его посетили и многие случайные люди, внёсшие входную плату. В его разгар появилась Хетти, но около 16-00 часов она куда-то исчезла. После этого к обществу присоединяется её кузен Пауль, но так и не сумевший с ней встретиться. Бельгиец знакомится с ним и узнаёт, что тот не видел сестру с пятнадцатилетнего возраста. Хетти никак не могут найти и сэр Стаббс просит Эркюля помочь с поисками. Тот решает, что она приняла участие в игре Ариадны и следует по разработанному писательницей маршруту. Согласно одной из загадок, в лодочном сарае находится девочка-скаут Марлен Такер, которая по сценарию игры должна была изобразить труп. К изумлению Пуаро и Оливер она действительно была мертва — задушена верёвкой. Полицейские начинают расследование и просят Пуаро помочь им в этом. Поиски леди Стаббс не дали результатов, в том числе и на яхте её брата. Через два месяца полицейский инспектор посещает Пуаро в Лондоне и сообщает, что следствие зашло в тупик. Кроме того, бельгиец узнаёт, что паромщик утонул, как всем кажется, напившись и оступившись на пристани. Пуаро также узнаёт, что убитая девочка приходилась старику внучкой. Новые обстоятельства вынуждают бельгийца действовать и вернуться в Гриншор.
Эркюль встречается с мисс Фоллиат, сильно постаревшей за последнее время. Он рассказывает ей об обстоятельствах преступлений, в которых в действительности повинен её сын Джеймс. Он не был убит на фронте, а дезертировал из армии и вернулся в Англию под другим именем. Позже мать представила всё таким образом словно он геройски погиб и сумела выдать за него Хетти — наследницу крупного состояния, а вовсе не бедную сироту. Её сын выдал себя за Джорджа Стаббса и со временем переписал на себя всё её имущество. Под этим именем он выкупил семейный дом, куда привёз молодую жену, хотя до этих событий уже был женат на другой женщине — итальянке. Вместе с ней они заранее спланировали убийство Хетти. В вечер приезда Стаббсов в поместье разразился ураган, вывернувший дуб. В образовавшуюся яму было спрятано тело Хетти, а жена Джеймса заняла её место, став хозяйкой дома. Постаревшего и с бородой сына Фоллиат никто не узнал, кроме Мердлла, который делал намёки окружающим и говорил по этому поводу с внучкой. Кроме того, планы пары преступников были нарушены приездом Лопеса, который мог разоблачить жену Стаббса как самозванку. Убийцы разработали план, в котором важное место заняли артистические способности итальянки, сумевшей несколько раз выдать себя то за леди Стаббс, то за итальянскую туристку и в итоге незаметно скрыться. Во время праздника она спустилась в сарай, где задушила доверчивую девочку. После этого она вновь переоделась в туристку и уехала в Лондон, где дожидалась времени вернуться и выйти замуж за Стаббса. Фоллиат всё это время старалась защитить сына, веря в то, что во всём повинна его тайная жена. Смирившись с доказательствами виновности сына, она просит Пуаро оставить, чтобы одной достойно встретить смерть.

## Создание

### Замысел

Агата Кристи — классик детективной литература

Повесть была задумана Агатой Кристи в качестве подарка для церкви Святой Девы Марии в Черстон-Феррере (Churston Ferrers), предназначенного оплатить создание и установку оконного витража. Став одним из самых успешных детективных писателей, Кристи неоднократно помогала материально своим родственникам и друзьям, участвовала в благотворительной деятельности, в том числе и посредством передачи прав на свои произведения и их адаптаций различным обществам, а также близким людям. Будучи верующим человеком, она неоднократно делала пожертвования и церковным учреждениям. Так, в посмертной «Автобиографии» она отмечала, что поступления от изданий рассказа «Святилище Астарты» (The Idol House of Astarte) были переданы в благотворительный фонд Вестминстерского аббатства, а от некоторых других произведений различным друзьям и родственникам. В этой связи там же она писала, что «особое удовольствие» она получила от создания рассказа авторские отчисления от которого должны были быть направлены на витраж для церкви в Черстон Феррере в графстве Девон, которую она посещала. Свои мотивы и пожелания она описывала следующим образом:
Это прелестная маленькая церквушка, но гладкое стекло в её восточном окне зияло, как дырка от недостающего зуба. Каждое воскресенье, глядя на него, я представляла себе, как чудесно выглядел бы здесь витраж в пастельных тонах. Я ничего не понимала в витражах и ухлопала много времени, посещая студии и знакомясь с эскизами художников-витражистов. В конце концов остановилась на работах одного из них, по фамилии Пэттерсон. Он жил в Байдфорде и прислал эскиз, который показался мне восхитительным, особенно подбор цветов: это не были обычные для витражей красный и синий, а преимущественно розовато-лиловый и бледно-зелёный — мои любимые. Я хотела, чтобы центральной фигурой в витраже был Добрый Пастырь.
В ноябре 1954 года постоянный агент писательницы Эдмунд Корк направил сообщение в Финансовое управление Экстерской епархии, где писал о том, что она хотела бы представить для церкви витражное окно в Черстон Феррере. Для этого авторские права на новое произведение планировалось передать фонду, специально созданному для приобретения витража, а Кристи могла свободно выбрать сюжет и художника-витражиста. Известно, что администрация епархии и церкви были очень воодушевлены этой идеей и в письме от 4 декабря 1954 года засвидетельствовали желание миссис Маллован (Агаты Кристи) передать финансовые права на журнальное издание рассказа под названием «Путаница в Гриншоре» специальному фонду. Предполагалось, что отчисления от публикации могли составить около 1000 фунтов (около 18 000 фунтов на начало XXI века). Однако эти планы к марту 1955 года не были реализованы, так как рассказ к тому времени не удалось пристроить ни в один журнал, что вызвало неудовольствие и удивление со стороны автора. Известно, что в связи с промедлением выполнения соглашения епархия интересовалась финансовыми результатами продаж. По мнению исследователей, неожиданные трудности связанные с журнальной публикацией детектива были связаны с его размерами. Так, по наблюдению исследователя творчества Кристи Джона Каррана: «это была новелла — то есть ни роман, ни короткий рассказ; объём, который мало подходил для периодических изданий».
В середине июля 1955 года было принято решение не публиковать новеллу, так как по выражению Корка, «Агата считает, что это хороший материал, который может послужить основой для нового полноразмерного романа». В итоге на основе разработки и расширения повести появился роман «Глупость мертвеца», где также фигурируют такие серийные персонажи Кристи как бельгийский детектив Эркюль Пуаро, детективная писательница Ариадна Оливер, мисс Лемон, камердинер Пуаро Джордж. Также было решено, что Агата напишет для церкви другой рассказ, который по юридическим основаниям, должен получить название «Путаница в Гриншоре». При этом, по объяснению Корка, вероятнее всего он должен был издан под другим названием. В итоге появился рассказ о расследовании мисс Марпл «Причуда Гриншоу» (Greenshaw's Folly). Впервые он был опубликован в Великобритании в журнале Daily Mail в конце 1956 года, а в США — в «Мистической коллекции Эллери Квина» в марте 1957 года. Через три года, в 1960 году, он был помещён в сборник «Приключения рождественского пудинга», в составе которого и переиздаётся.
По воспоминаниям Кристи, она хотела чтобы витраж выглядел радостно и вызывал удовольствие у детей. Однако по поводу его оформления у неё произошло небольшое разногласие не только с Эксетерской епархией, но и с его автором — Джеймсом Пэттерсоном, директором Байдфордской школы искусств. Они настаивали на том, чтобы центральным образом росписи стало распятие. Всё же, по настоянию Кристи, епархия согласилась с её проектом, где на первом плане представлен Иисус Христос в качестве Доброго Пастыря. Это было сделано учтя желание заказчицы и то, что церковь представляла собой пастырский приход. Полученный в итоге результат Кристи очень нравился и во время воскресных служб она неизменно с большим удовольствием любила рассматривать оконное украшение:
Итак, в центре витража — Добрый Пастырь со своим ягнёнком, а вокруг изображены ясли, Непорочная Дева с младенцем, ангелы, являющиеся пастухам в степи, рыбаки в лодках, забрасывающие сети, и фигура Идущего по воде. Это все персонажи известных евангельских сюжетов. Витраж мне очень нравится, и я с удовольствием каждое воскресенье его разглядываю. Мистер Пэттерсон прекрасно выполнил работу. Полагаю, она останется в веках благодаря своей простоте. Я горда и смущена тем, что смогла заказать этот витраж — на деньги, полученные за свою работу.
Автор характеризовала произведение как рассказ, но издатели отнесли к жанру повести, по её словам,  «нечто среднее между романом и рассказом».

### Автобиографические темы

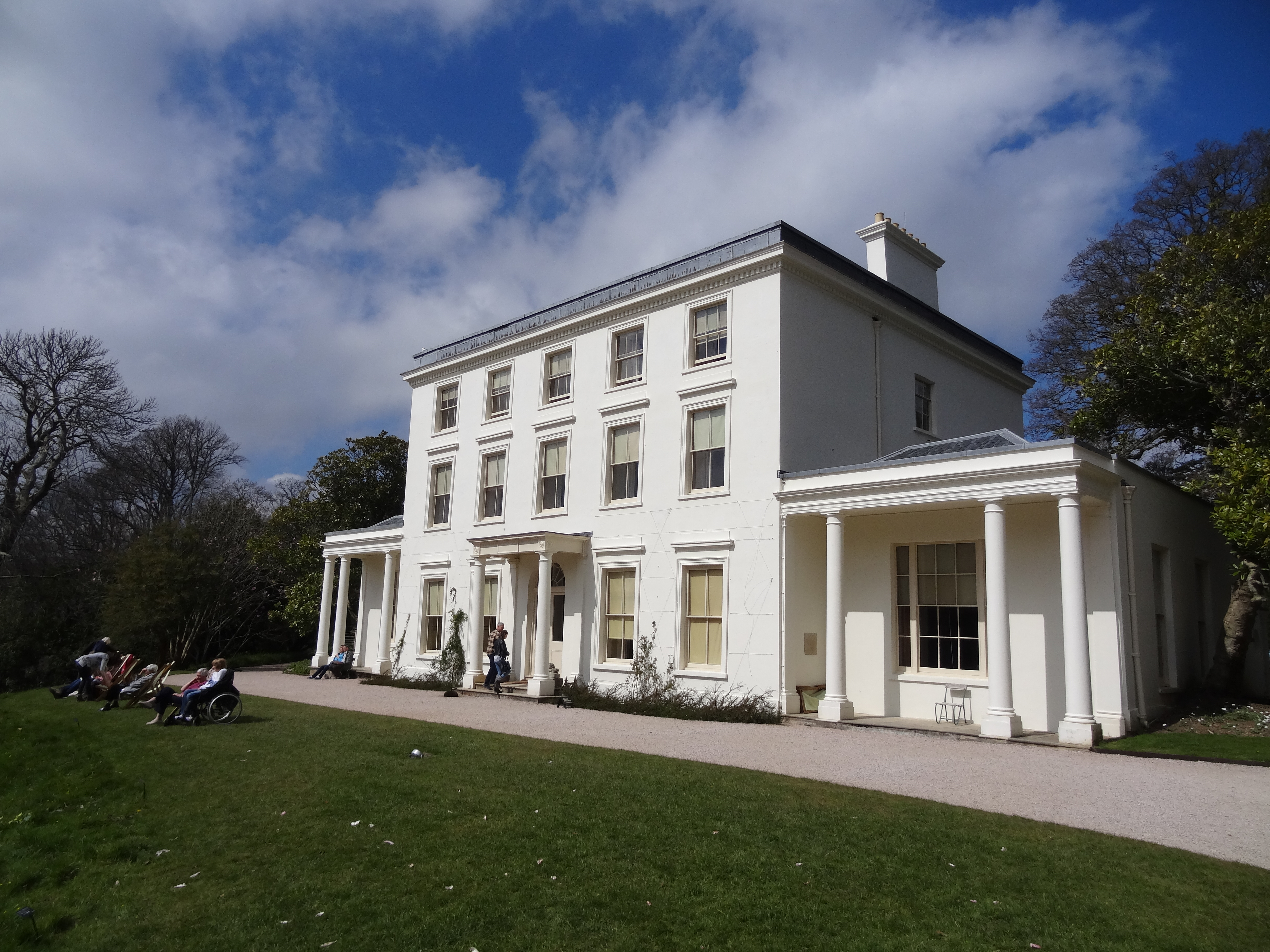
Greenway House — поместье Агаты Кристи, вдохновившее её на ряд произведений

По сообщению Джанет Морган, официального биографа Кристи, Пэттерсон некоторое время не догадывался, кем является его заказчица. Весной 1957 года, когда витраж был установлен, он случайно узнал от жены, услышавшей это по радио, что миссис Мэллоуэн и есть знаменитая Агата Кристи. Арсений Богатырёв также указывал на преемственность между рассказом и романом. По его мнению, присутствующее в их названиях слово «folly» возможно восходит к роману Джона Рода (Dead Men at the Folly), изданного в 1932 году. Кроме того, он указывал, что «фолли» (причуда, каприз) также означает особый тип садово-парковой постройки (см. архитектурный каприз) наподобие павильона. По мнению исследователей, идея использованная Кристи в повести и романе, а именно «необычной постройки, созданной по воле капризного миллионера, вокруг или в которой происходят трагические события» нашла отражение и в рассказе «Причуда Гриншоу». Карран не разделял сюжетную схожесть рассказов «Эркюль Пуаро и путаница в Гриншоре» и «Причуда Гриншоу», так как кроме названия они далеки друг от друга и несмотря на обстоятельства их создания это в очередной раз доказывает изобретательность и широкий диапазон фантазии «королевы детектива». Также по мнению Каррана, в связи с тем, что создание рассказа было связано с благотворительными целями — заказом витража для церкви Кристи — он пронизан личными впечатлениями, прежде всего связанными с её поместьем Greenway House, приобретённым писательницей в 1938 году и перестроенном при её активном участии в следующем году. Гринуэй и окружающая его местность появляется под другим названием и в других её произведениях (например, «Пять поросят», «Горе невинным»). Джанет Морган по поводу автобиографических мотивов романа заметила:
В книге довольно точно описан «Гринуэй», его лодочный сарай, длинный травянистый склон, ведущий в дальний конец сада, и молодежное общежитие по соседству, на самой границе земли Агаты (иногда его неугомонные обитатели забирались в сад и даже заглядывали в окна — поглазеть на семью Мэллоуэнов, сидящих при «полном параде» за воскресным завтраком). Агату часто просили сдать сад для проведения какого-нибудь праздника, и почти всегда она соглашалась. С большим удовольствием она устраивала и «поиски сокровищ»…
Карран также акцентировал внимание на том, что в качестве прототипа имения в рассказе и романе выступил именно Гринуэй. Мало того, он писал также, что если не принимать во внимание храма, являющегося плодом фантазии Кристи, каждое место (в особенности дом и сад) из этих произведений были ей дорого и существовало в действительности: «Главный дом, „большой белый дом в георгианском стиле с окнами, выходящими на реку“, который в новелле называется Гриншор-хаус, а позже, в романе, превратился в Насс-хаус…»

### Черновики и ход работы
Карран исследовал записные книжки Кристи и пришёл к выводу, что черновые записи относительно новеллы и созданного на её основе романа содержатся в тетрадях № 45 и 47: причём ему сложно разделить первоначальные варианты этих произведений. По его мнению, в тетради № 47 представлены заметки к неопубликованной версии, а в № 45 идёт речь именно о романе «Глупость мертвеца». Заметки к новелле содержатся на пятнадцати страницах, причём многие из них перешли в роман, но некоторые персонажи и сюжетные ходы были отброшены. Согласно наброскам сэр Джордж Стаббс берёт в жёны Хэтти Делоран, которая не совсем в своём уме. Он приобретает поместье Триншор-хаус, куда переезжает с женой: «ночью готовится безрассудный поступок — её хоронят», а на следующий день возводится декоративное сооружение. Место погибшей занимает другая — леди Деннисон (Стаббс). Со временем пара становится привычна, а окружающие ничего не подозревают. Позже «леди Д.» уезжает и скрывается: «Она переодевается + появляется (из лодочного сарая?Из декоративного строения? Из палатки гадалки?) как студентка из общежития — возвращается туда — сюжет о леди Д. и любовнике? Архитектор?» В дальнейших заметках идёт речь о начале истории, где встречаются Пуаро и мисс Оливер, которые обсуждают предстоящую вечеринку («летний праздник/природоохранный праздник»). В отличие от окончательной версии, где погибает девочка-скаут, в черновиках в качестве жертвы фигурирует кроме неё ещё и мальчик-скаут. Тело жертвы находят в сарае, ключ к которому должен быть обнаружен при помощи подсказок во время игры. Другой труп («настоящее тело») захоронен на месте вывернутого ветром дерева или же там, где возвели строение. Заметки содержат и другие идеи и мотивы, некоторые из них не нашли применения, но большинство попало в текст. Кроме того, представлен и план мисс Оливер для коллективной игры «Найди убийцу».
По наблюдению Каррана, соотношение новеллы «Эркюль Пуаро и путаница в Гриншоре» и романа «Глупость мертвеца», представляет собой пример отличный от произведений малой формы на базе которых Кристи создала более крупные произведения. Так, если рассказ «Жёлтые ирисы» (Hercule Poirot and the Sixth Chair) стал основой для романа «День поминовения», подвергшись существенной переработке в отношении сюжета, то «Глупость мертвеца» построена путём расширения и привнесения дополнительных деталей в повествование из «Гриншора». Характерно также, писал Карран, что на личный характер новеллы и романа указывает то, что в них цитируется стихотворение поэта-елизаветинца Эдмунда Спенсера: «Сон после тяжкого труда, Порт после трудного пути, Мир после тягостной войны, А после жизни смерть — Вот нашей жизни суть». После смерти Кристи эти слова были выгравированы на её могильном памятнике в качестве эпитафии.

## Публикации
В связи с обстоятельствами создания повесть увидела свет только в 2014 году, когда она была опубликована HarperCollins Publishers. В издание вошло предисловие художника Тома Адамса, работавшего над иллюстрациями книг Кристи с 1962 года и оформившего также в числе более ста обложек и эту книгу. Она была также снабжена вступлением Мэтью Причарда — внука писательницы, а также комментарием исследователя творчества Кристи Джона Каррана. После этого переиздания повести появились на многих мировых языках, в том числе в составе сборников.

### Комментарии
1. ↑  Нумерация тетрадей произвольна: её установила единственная дочь писательницы Розалинда Хикс после смерти матери. В ней нет ни хронологического, ни тематического принципа организации[14].
2. ↑  Адаптацией этого романа, снятой в поместье Гринуэй, в 2013 году был завершён сериал «Пуаро Агаты Кристи»[15].